# Maison Demorgny
Maison Demorgny war ein französischer Hersteller von Automobilen.

## Unternehmensgeschichte
Das Unternehmen aus Charleville begann 1901 mit der Produktion von Automobilen. Der Markenname lautete L'Ardennaise. Etwa 1905 endete die Produktion. Es bestand keine Verbindung zu H. Lessieux et Cie aus Rethel, die den gleichen Markennamen benutzten.

## Fahrzeuge
Zu den Automobilen liegen keine Details vor.